# 藤原真友
藤原 真友（ふじわら の まとも）は、奈良時代後期から平安時代初期にかけての貴族。藤原南家乙麻呂流、右大臣・藤原是公の長男。官位は従四位上・参議。

## 経歴
光仁朝末の宝亀11年（780年）従五位下・少納言に叙任される。
桓武朝初頭の天応2年（782年）氷上川継の乱が発生すると衛門佐に任ぜられる。延暦3年（784年）越前介、延暦4年（785年）従五位上・下総守に叙任されるなど、しばらく地方官を務める。延暦6年（787年）正五位下・右大舎人頭に叙任されて京官に遷ると、中務大輔・右京大夫と一転して京官を務め、延暦10年（791年）に従四位下に叙せられている。またこの間、延暦8年12月（790年1月）の皇太后・高野新笠崩御、および翌延暦9年（790年）の皇后・藤原乙牟漏崩御の際に、いずれも山作司を務めている。
延暦13年（794年）に参議に任ぜられて公卿に列し、延暦15年（796年）従四位上と昇進するが、翌延暦16年（797年）6月25日卒去。享年56。最終官位は参議従四位上兼大蔵卿。

## 官歴
注記のないものは『六国史』による。
- 時期不詳：正六位上
- 宝亀11年（780年） 正月7日：従五位下。3月17日：少納言
- 天応2年（782年） 閏正月11日：衛門佐
- 延暦3年（784年） 4月7日：越前介
- 延暦4年（785年） 正月7日：従五位上。10月12日：下総守
- 延暦6年（787年） 正月7日：正五位下。3月22日：右大舎人頭
- 延暦7年（788年） 2月28日：中務大輔
- 延暦8年（789年） 12月29日：山作司（皇太后・高野新笠崩御）
- 延暦9年（790年） 閏3月11日：山作司（皇后・藤原乙牟漏崩御）
- 延暦10年（791年） 正月7日：従四位下
- 延暦11年（792年） 4月：兼右京大夫[1]
- 延暦13年（794年） 10月27日：参議、右京大夫中務大輔如元[1]
- 延暦15年（796年） 正月7日：従四位上[1]
- 延暦16年（797年） 2月9日：兼大蔵卿。6月25日：卒去（参議従四位上兼大蔵卿）

## 系譜
『尊卑分脈』による。
- 父：藤原是公
- 母：橘真都我（橘佐為の四女） - 尚侍、もと藤原乙麻呂の妻
- 妻：藤原蔵下麻呂の娘
  - 男子：藤原朝嗣
  - 男子：藤原道長
- 生母不詳の子女
  - 女子：藤原文山室
  - 女子：藤原弟河室